# Зайончковский, Владислав
Владислав Войцех Зайончковский (12 апреля 1837, Стрижев — 8 октября 1898, Львов) — польский учёный и публицист, доктор философии, ректор Национального университета «Львовская политехника»

## Биография
Родился в галицком городке Стрижев (теперь в Польше). После окончания гимназии в Жешуве и Кракове изучал математику и физику в Ягеллонском университете в Кракове, где и получил в 1861 г. учёную степень доктора философии. Для углубления своих знаний в области математики выезжает в Готтинген, а затем — в Берлин и Вену, а вернувшись оттуда, защитил в Кракове диссертацию на соискание ученого звания частного доцента математики.

## Творчество
В 1865—1872 гг. преподавал в вузах математику и аналитическую механику в Варшавской главной школе, а в 1872 г. назначен обычным профессором математики Львовской Технической академии. На этом посту профессор сконцентрировал свое внимание на математических науках и работал над развитием Политехнической школы, в которой в 1878—1879 и 1885—1886 учебных годах избирался ректором. В 1887 г. возглавил кафедру математики этой школы.
Как член Краевой школьного совета сделал немало для совершенствования школьных учебников. В 1872 г. избран членом-корреспондентом, а в 1891 г. — действительным членом Краковской Академии наук.

## Научные труды
В научных работах, которые публиковались в отечественной литературе, освещал мировые достижения в различных областях математики. В его активе — 20 научных трудов, среди которых — «Теория потенциальной функции» (1864); «Аналитическая геометрия» (1884); «Основы высшей алгебры» (1884) и другие. Подготовил историю политехнической школы — W. Zajaczkowski С. К. Szkola politechniczna. Lwow. 1894. S. 1 −170.

## Смерть
Умер 8 октября 1898 во Львове. Похоронен на Лычаковском кладбище.

## Избранные публикации
- Teoryja funkcyi potencyalnej (1864)
- Geometryja analityczna (1865)
- Odczyty z geometryji analitycznej (1865)
- Teoryja równań różniczkowych o cząsteczkowych pochodnych rzędu 1. (1867)
- Wykład nauki o równaniach różniczkowych (1877)
- Zasady algebry i rachunku infinitezymalnego (1879)
- Teoryja wyznaczników o p wymiarach (1881)
- Zasady algebry wyższej (1884)
- C.K. Szkoła Politechniczna we Lwowie. Rys historyczny jej założenia i rozwoju … (1894)